# L'exili i el regne
L'exili i el regne (títol original en francès, L'Exil et le Royaume) és una col·lecció de sis contes escrits per l'escriptor francès-algerià Albert Camus en francès l'any 1957. El fil conductor segueix un mateix propòsit ètic i estètic, la fraternitat humana, el sentit de l'existència, i l'enyorança d'un univers moral que ens protegeixi del destructivisme ètic i social.
En català es va publicar el 1967 per Vergara i el 1991 per la Magrana, amb traducció és de Joan Fuster i Josep Palacios.

## Filosofia de la novel·la
Els personatges dels relats viuen diversos tipus d'exili, des de l'alienació física i social («El renegat o un esperit confús», «L'hoste», «La pedra que creix») fins a aquest
exili personal o interior que evidencia millor l'absurd de la condició humana.
Aquestes obres de ficció cobreixen tota la varietat des de l'existencialisme, o absurdisme, com Camus va insistir que s'anomenessin les seves idees filosòfiques. La manifestació més clara dels ideals de Camus es poden trobar en el conte "La Pierre qui pousse". Aquesta història protagonitzada per d'Arrast, que pot ser vist com un heroi positiu en oposició a Meursault a L'estrany. Ell activament forma la seva vida i se sacrifica a si mateix amb la finalitat d'ajudar a un amic, en lloc de romandre passiu. La qualitat moral de les seves accions s'intensifica pel fet que d'Arrast posseeix profund coneixement de l'absurd del món, però, no obstant, actua moralment (no gaire diferent del personatge principal en "La pesta").

## Contes
Les sis obres recollides en aquest volum són: 
- "La dona adúltera" ("La Femme adultère")
- "El renegat o esperit confós" ("Li Renégat ou un esprit confus")
- "L'home silenciós" ("Els Muets")
- "El convidat" ("L'Hôte")
- "Jonas o l'artista en el treball" ("Jonas ou l'artiste au travail")[5]
- "La pedra que creix" ("La Pierre qui pousse")